# Stare Jegławki
Stare Jegławki (deutsch Alt Jäglack) ist eine kleine Ortschaft in der polnischen Woiwodschaft Ermland-Masuren und gehört zur Gmina Srokowo (Drengfurth) im Powiat Kętrzyński (Kreis Rastenburg).

## Geographische Lage

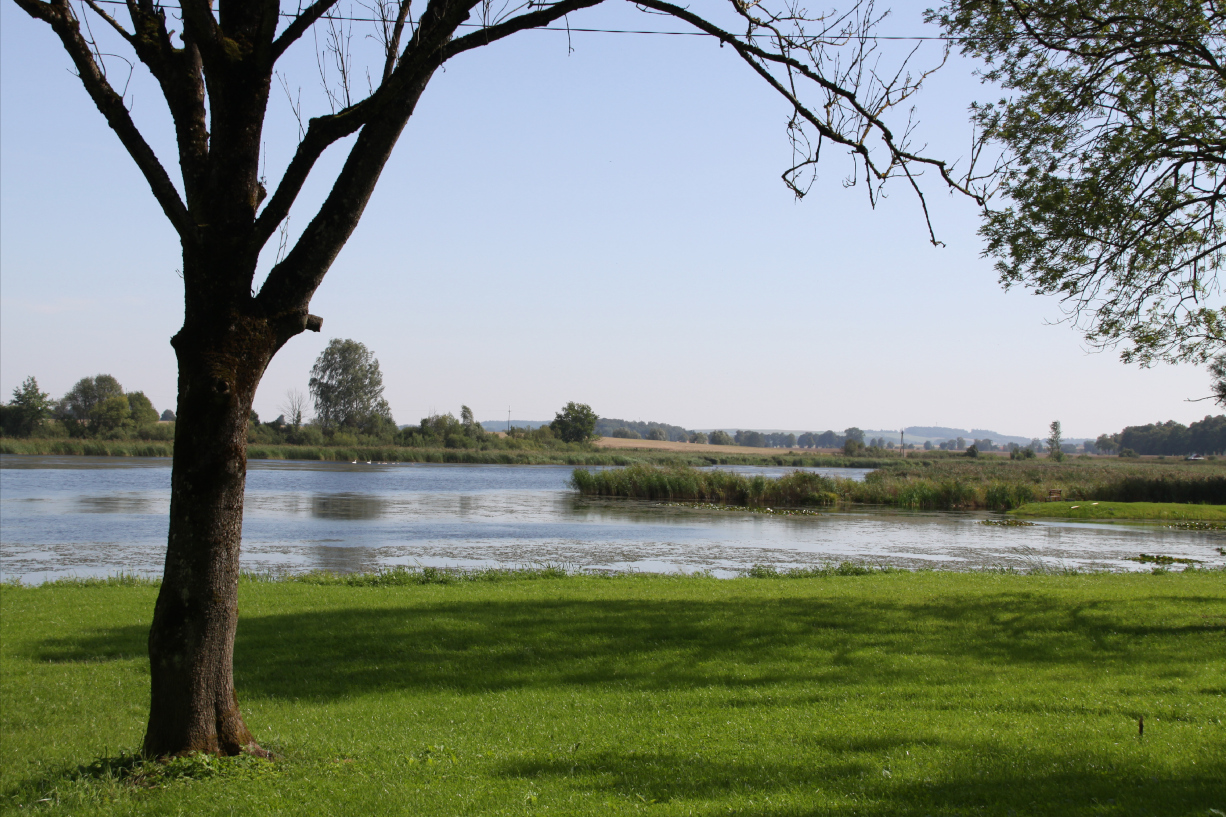
Jezioro Jegławki (2017)

Stare Jegławki liegt am Jezioro Jegławki in der nördlichen Mitte der Woiwodschaft Ermland-Masuren, 19 Kilometer nördlich der Kreisstadt Kętrzyn (deutsch Rastenburg).

## Geschichte
Der vor 1785 Jeglack genannte Ort bestand ursprünglich aus einem großen Gut. Bis 1928 war Alt Jäglack ein Wohnplatz im Gutsbezirk Jäglack (polnisch Jegławki) im ostpreußischen Kreis Rastenburg. 1820 waren 165, 1885 noch 162 und 1905 nur noch 107 Einwohner in Alt Jäglack registriert.
Am 30. September 1928 schloss sich der Gutsbezirk Jäglack – mit dem Wohnplatz Alt Jäglack – mit der Landgemeinde Jäglack zur neuen Landgemeinde Jäglack zusammen.
Als 1945 in Kriegsfolge das gesamte südliche Ostpreußen an Polen überstellt wurde, war auch Alt Jäglack davon betroffen und erhielt die polnische Namensform „Stare Jegławki“. Heute ist es ein „integralne część wsi Jegławki“ („eingegliederter Teil des Dorfes Jegławki“) und hat keinerlei eigenständige Bedeutung mehr. Innerhalb Jegławkis gehört Stare Jegławki zur Landgemeinde Srokowo (Drengfurth) im Powiat Kętrzyński (Kreis Rastenburg), bis 1998 der Woiwodschaft Olsztyn, seither der Woiwodschaft Ermland-Masuren zugehörig.

## Kirche
Bis 1945 war Alt Jäglack in die evangelische Pfarrkirche Drengfurth in der Kirchenprovinz Ostpreußen der Kirche der Altpreußischen Union sowie in die katholische Kirche St. Katharina Rastenburg mit der Kapelle Drengfurth im damaligen Bistum Ermland eingepfarrt.
Heute gehört Stare Jegławki zur katholischen Pfarrei Srokowo im jetzigen Erzbistum Ermland, außerdem zur evangelischen Kirche Srokowo, einer Filialkirche der Johanneskirche Kętrzyn in der Diözese Masuren der Evangelisch-Augsburgischen Kirche in Polen.

## Verkehr
Stare Jegławki liegt im Norden des Dorfes Jegławki, von wo zwei Straßen in nördliche bzw. östliche Richtung führen: über Skandławki (Skandlack) nach Brzeźnica (Birkenfeld) bzw. vorbei an Jegławki (Osada) nach Wilczyny (Wolfshagen).
Bis 1945 war Alt Jäglack Bahnstation an der Bahnstrecke Barten–Nordenburg der Rastenburger Kleinbahnen. Hier findet jetzt kein Bahnverkehr mehr statt.